# UFC Fight Night: Korean Zombie vs. Rodríguez
UFC Fight Night: Korean Zombie vs. Rodríguez（ユーエフシー・ファイトナイト：コリアン・ゾンビ・バーサス・ロドリゲス、別名UFC Fight Night 139）は、アメリカ合衆国の総合格闘技団体「UFC」の大会の一つ。2018年11月10日、コロラド州デンバーのペプシ・センターで開催された。

## 大会概要
UFC創立25周年記念大会として開催された本大会ではジョン・チャンソンとヤイール・ロドリゲスによるフェザー級戦が組まれた。

## 試合結果

### アーリープレリム
第1試合 バンタム級 5分3R
○  マーク・デ・ラ・ロサ vs.  ジョビー・サンチェス ×
3R終了 判定2-1（29-28、28-29、30-27）
第2試合 フライ級 5分3R
○  エリック・シェルトン vs.  ジョセフ・モラレス ×
3R終了 判定2-1（29-28、27-30、30-27）

### プレリミナリーカード
第3試合 ライト級 5分3R
○  デボンテ・スミス vs.  ジュリアン・エローサ ×
1R 0:46 KO（右ストレート→パウンド）
第4試合 ライト級 5分3R
○  ダヴィ・ハモス vs.  ジョン・ガンサー ×
1R 1:57 リアネイキドチョーク
第5試合 フェザー級 5分3R
○  ボビー・モフェット vs.  チャス・スケリー ×
2R 2:43 TKO（ブラボーチョーク）
第6試合 女子ストロー級 5分3R
○  アシュリー・ヨーダー vs.  アマンダ・クーパー ×
3R終了 判定2-1（29-28、27-30、29-28）

### メインカード
第7試合 ライト級 5分3R
○  マイケル・トリザーノ vs.  ルイス・ペーニャ ×
3R終了 判定2-1（28-29、29-28、30-27）
第8試合 女子ストロー級 5分3R
○  メイシー・バーバー vs.  ハンナ・シファーズ ×
2R 2:01 TKO（パウンド＆肘打ち）
第9試合 ライト級 5分3R
○  ベニール・ダリウシュ vs.  ティアゴ・モイゼス ×
3R終了 判定3-0（30-25、30-25、30-26）
第10試合 62.6kg契約 5分3R
○  ジャーメイン・デ・ランダミー vs.  ラケル・ペニントン ×
3R終了 判定3-0（30-27、30-27、30-27）
※ペニントンの体重超過によりバンタム級から変更。
第11試合 ウェルター級 5分3R
○  ドナルド・セラーニ vs.  マイク・ペリー ×
1R 4:46 腕ひしぎ十字固め
第12試合 フェザー級 5分5R
○  ヤイール・ロドリゲス vs.  ジョン・チャンソン ×
5R 4:59 KO（肘打ち）

### 各賞
ファイト・オブ・ザ・ナイト： ヤイール・ロドリゲス vs. ジョン・チャンソン
パフォーマンス・オブ・ザ・ナイト： ヤイール・ロドリゲス、ドナルド・セラーニ
各選手にはボーナスとして5万ドルが授与された。